# Sistem uravnoteženih kazalnikov
Sistem uravnoteženih kazalcev je koncept za merjenje aktivnosti podjetij. Leta 1992 sta ga predstavila Robert S. Kaplan in David Norton. 

## Osnove
The Balanced Scorecard oziroma sistem uravnoteženih kazalnikov (krajše UK), je sistem strateškega načrtovanje in ravnanja, ki se uporablja v poslovnem svetu in industriji ter v javni upravi in neprofitnih organizacijah po vsem svetu, da se uskladi dejavnosti združbe z njeno vizijo in strategijo, izboljšajo notranje in zunanje komunikacije in spremlja uspešnost organizacije pri izvedbi strateških ciljev. Začetnika dr. Robert Kaplan (Harvard Business School) in David Norton sta sistem zastavila kot okvir za merjenje uspešnosti tako, da sta dodala strateške nefinančne kazalnike uspešnosti tradicionalnim finančnih instrumentom in zato upravljavcem in ravnateljem združb pripravila uravnotežen pogled na organizacijsko uspešnost združbe. Besedna zveza »sistem uravnoteženih kazalnikov« je nastala v zgodnjih devetdesetih letih. Korenine pa ima ta pristop v pionirskem delu združbe General Electric v sistemu za merjenje uspešnosti in poročanje iz leta 1950 ter v delu francoskih inženirjev, ki so pripravili Tableau de Bord - »nadzorno ploščo« za merjenje uspešnosti ukrepov poslovanja, pripravljeno začetku 20. stoletja. 
Sistem uravnoteženih kazalnikov se je razvil iz metode za merjenje uspešnosti v sistem za celovito strateško načrtovanje in upravljanje združb. Nov sistem uravnoteženih kazalnikov preoblikuje strateški načrt združbe iz pasivnega dokumenta v sistem dnevnih nalog. Določa okvir, ki ne zagotavlja samo meritev, ampak pomaga ravnateljem opredeliti, kaj je treba narediti in kaj meriti. To omogoča ravnateljem, da resnično izvajajo začrtane strategije. 
Sistem uravnoteženih kazalnikov je način upravljanja (ne samo sistem merjenja), ki omogoča združbam, da zbistrijo svojo vizijo in strategijo in jo pretvorijo v aktivnosti. Zagotavlja povratne informacije o notranjih poslovnih procesih in zunanjih rezultatih, da bi tako stalno izboljševali uspešnost ravnanja in strateške izide združbe. Sistem uravnoteženih kazalnikov se ob polni vpeljavi spremeni iz akademske naloge v živčnih center združbe.

## Vidiki
V sistemu UK proučujemo organizacijo ter razvijamo meritve, zbiramo podatke in jih analiziramo glede na vsako od teh vidikov:

#### Vidik učenja in rasti
Ta vidik vključuje navade (kulturo) združbe pri usposabljanju zaposlenih in samo-izboljšavah. V zaposlenci so glavni vir znanja združbe. V času hitrih tehnoloških sprememb je nujno, da se zaposlenci neprestano izobražujejo. Meritve lahko osredotočijo pozornost ravnateljev tja, kjer je pomoč pri izobraževanju najbolj pomembna. Vsekakor učenje in rasti predstavljata temelj za uspeh vsake na znanju temelječe združbe. Kaplan in Norton poudarjata, da je učenje več kot usposabljanje, saj vključuje tudi mentorje v združbah, kot tudi komunikacije med zaposlenci, ki jim omogoča, da hitro dobijo pomoč pri težavah. Vidik vključuje tudi uporabo tehnoloških orodij.

#### Vidik poslovnih procesov
Ta načrt se nanaša na notranjih poslovnih procesov. Meritve temeljijo na tej perspektivi dovolijo upravljavcem, da vedo, kako dobro je njihovo poslovanje poteka, in ali svoje izdelke in storitve v skladu z zahtevami kupcev (misija). Te meritve morajo biti skrbno načrtovane s tistimi, ki poznajo teh procesov najbolj intimno; z našega edinstvenega misij te niso nekaj, kar se lahko razvije zunanjih svetovalcev.

#### Vidik kupcev
Zadovoljstvo kupcev je izjemno pomembno pri vsakem poslovanju. Če kupci niso zadovoljni, si bodo sčasoma poiskati druge dobavitelje, ki bodo zadovoljili njihove potrebe. Slaba učinkovitost na tem področju nakazuje, da se bodo razmere v prihodnje poslabšale, čeprav danes finančni kazalnik kažejo drugače. 
Pri razvoju meritev za oceno zadovoljstva kupcev moramo kupce razvrščati po poslovnih učinkih, ki jim jih nudimo.

#### Finančni vidik
Kaplan in Norton ne zanikata tradicionalne potrebe po prikazu finančnih podatkov. Ravnatelji bodo še vedno storili vse potrebno, da bodo pravočasno dobili točne finančne podatke. V združbah navadno obstaja več kot dovolj dobrih in obdelanih finančnih podatkov. Z uvedbo centralne podatkovne zbirke združbe lahko pripravo finančnih podatkov centralizirano in avtomatizirano. Težava je v tem, da prevelik poudarek na finančnih kazalnikih vodi do neuravnoteženega položaja drugih vidikov. Pogosto pa obstaja potreba po vključitvi dodatnih finančnih podatkov, kot so ocena tveganja ter razmerja stroškov in koristi.

## Grafični prikaz strategije
Strateški karte je predstavitveno orodje, s katerim prikažemo, kako se ustvarijo vrednosti v združbi. Kažejo korak-po-korak povezave med strateškimi cilji (prikazano kot ovalji na zemljevidu), v obliki verige vzrokov in učinkov. Izboljšanje učinkovitosti v vidiku učenja in rasti (v spodnji vrstici) omogoča združbi izboljšave svojih notranjih procesov, kar se odraža v vidikih kupcev in financ. 

## Zakaj izvajati sistem uravnoteženih kazalnikov?
- Povečanje osredotočenosti na strategije in izide;
- Izboljšanje organizacijske zmogljivosti z vključitvijo ključnih meritev;
- Prilagoditev vsakodnevnega dela ljudi s strategijo združbe;
- Osredotočenje na nosilce prihodnje uspešnosti;
- Izboljšanje komunikacije v združbi o njeni viziji in strategiji;
- Razvrščanje projektov / pobud po prioritetah.

## Kateri primarni dejavniki uspeha vpeljave
- Pridobiti »sponzorje« v najvišjem vodstvu;
- Vključitev velikega števila ravnateljev in zaposlencev v prilagoditev modela;
- Dogovor o skupni terminologiji;
- Izbira ustreznega pristopa;
- Začeti z dvosmerno komunikacijo v združbi;
- Delo s poslanstvom, vizijo in usmerjenostjo v strateške rezultate, da bi se izognili nepremišljenim ukrepom;
- Razumeti projekt kot dolgoročno delovanje in ne le kot kratkoročen projekt;
- Načrtovanje in upravljanje sprememb;
- Uporaba in disciplinirano izvajanje začrtanih postopkov;
- Poiskati zunanjo pomoč, če je to potrebno.